# Oideterus crenatocerus
Oideterus crenatocerus es una especie de escarabajo longicornio del género Oideterus, categorizada en la tribu Anacolini, de la subfamilia Prioninae. Fue descrita por Galileo en 1987.
Existe un ejemplar de la especie en la colección estatal Zoológica de Múnich.

## Descripción
Mide 7,2-7,5 mm de longitud. Sin embargo, se han encontrado ejemplares de hasta 10 mm.

## Distribución
Se distribuye por América: en Costa Rica y Ecuador.